# Ambulyx staudingeri
Espèce
Ambulyx staudingeri est une espèce d'insectes lépidoptères de la famille des Sphingidae, sous-famille des Smerinthinae, tribu des Ambulycini, et du genre Ambulyx.

## Description
L'espèce est proche d’Ambulyx pryeri, mais au niveau du tiers postérieur de l'aile antérieure, face dorsale, la ligne subterminale est plus proche du bord de l'aile la plus éloignée du corps. La plupart des spécimens ont une nuance tonale sombre.

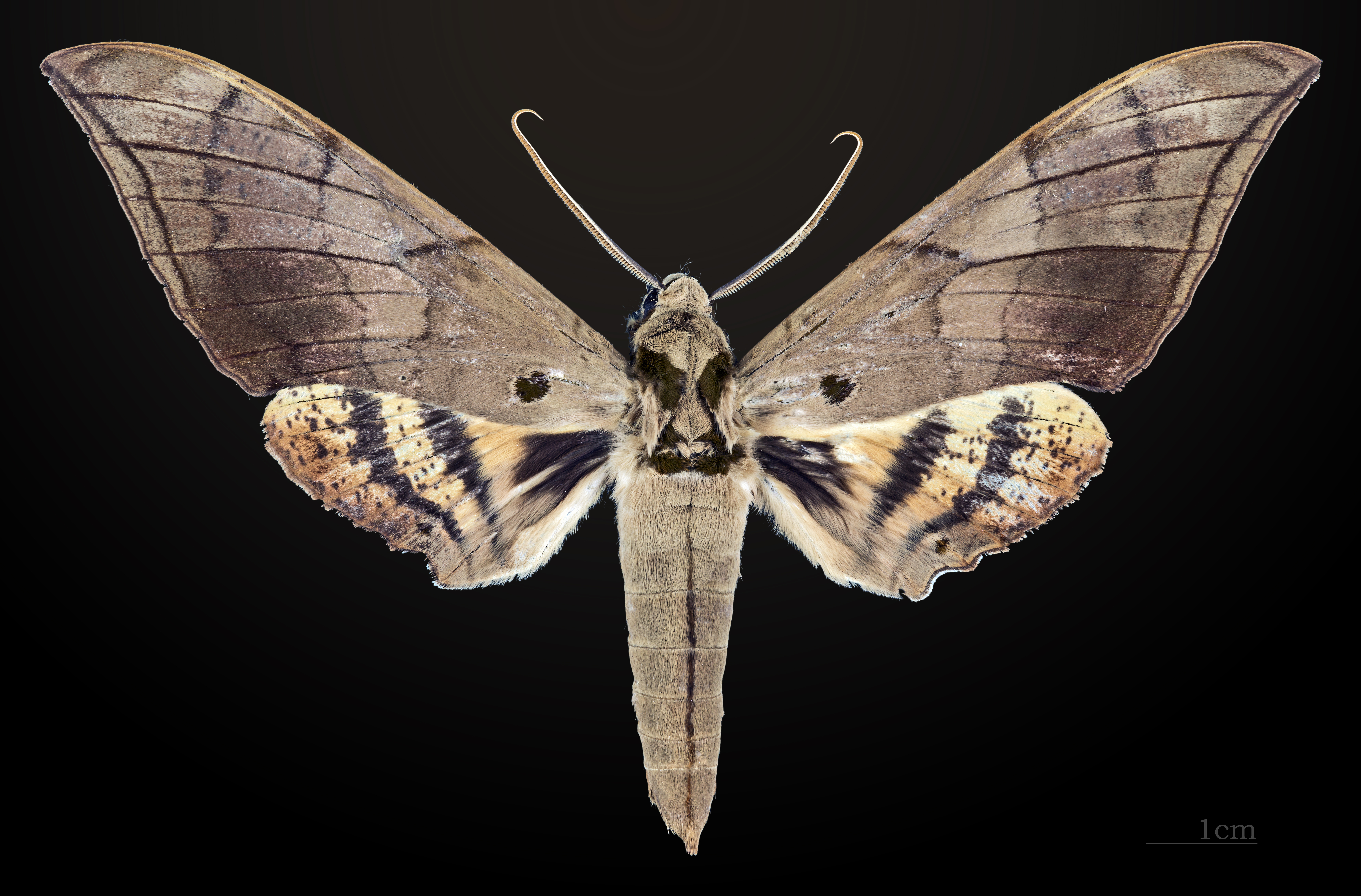
Face dorsale du mâle MHNT
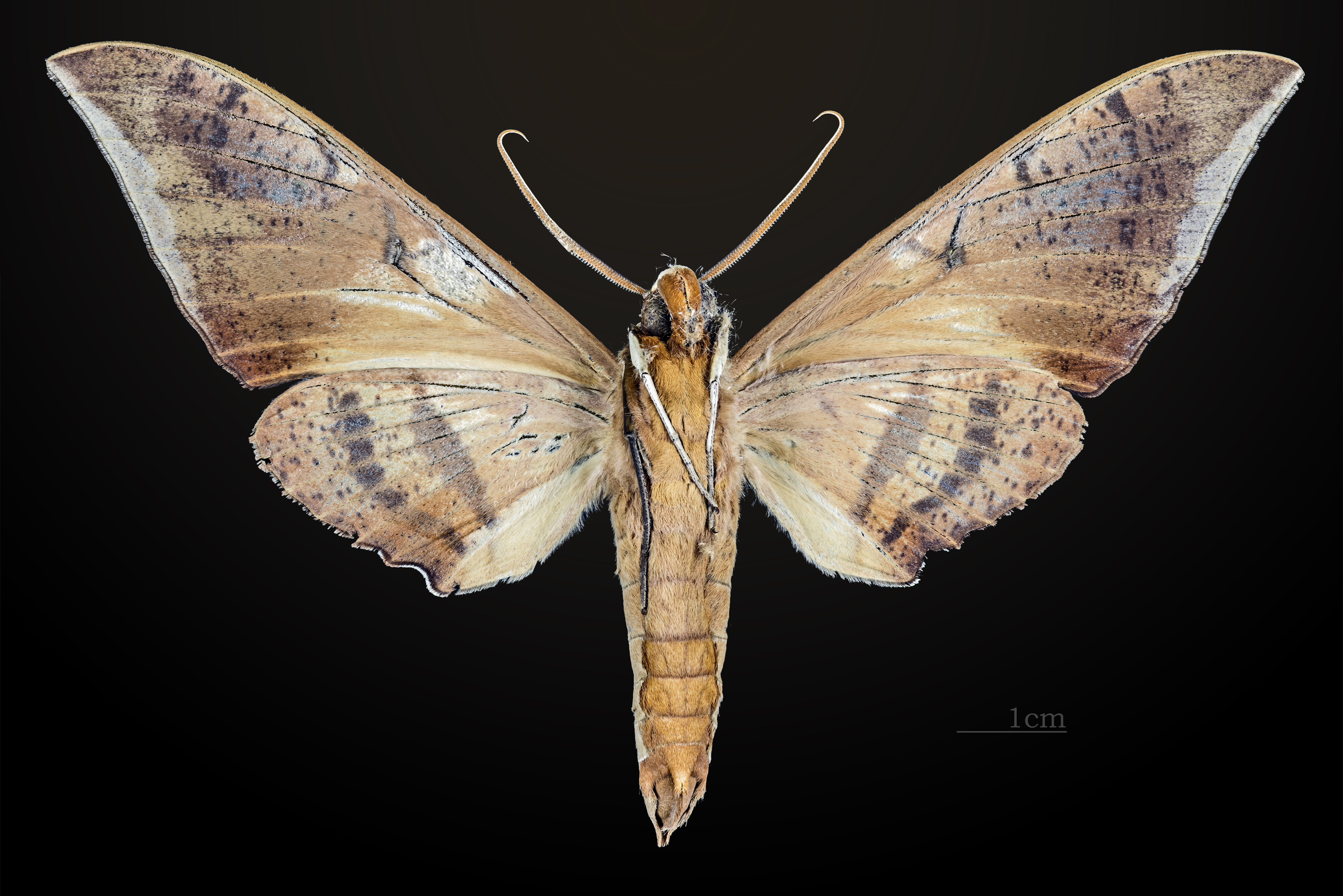
Revers du mâle MHNT
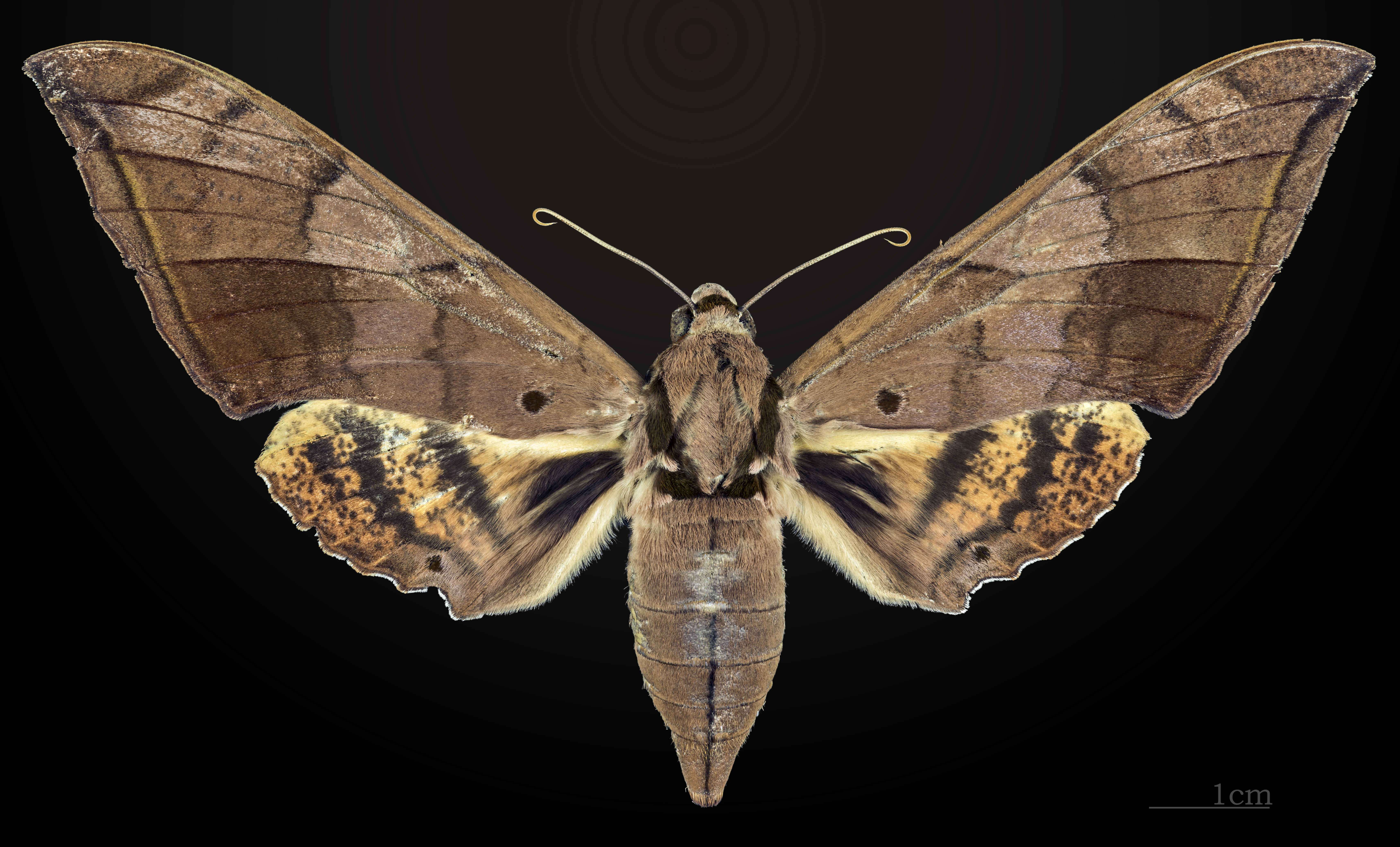
Face dorsale de la femelle MHNT
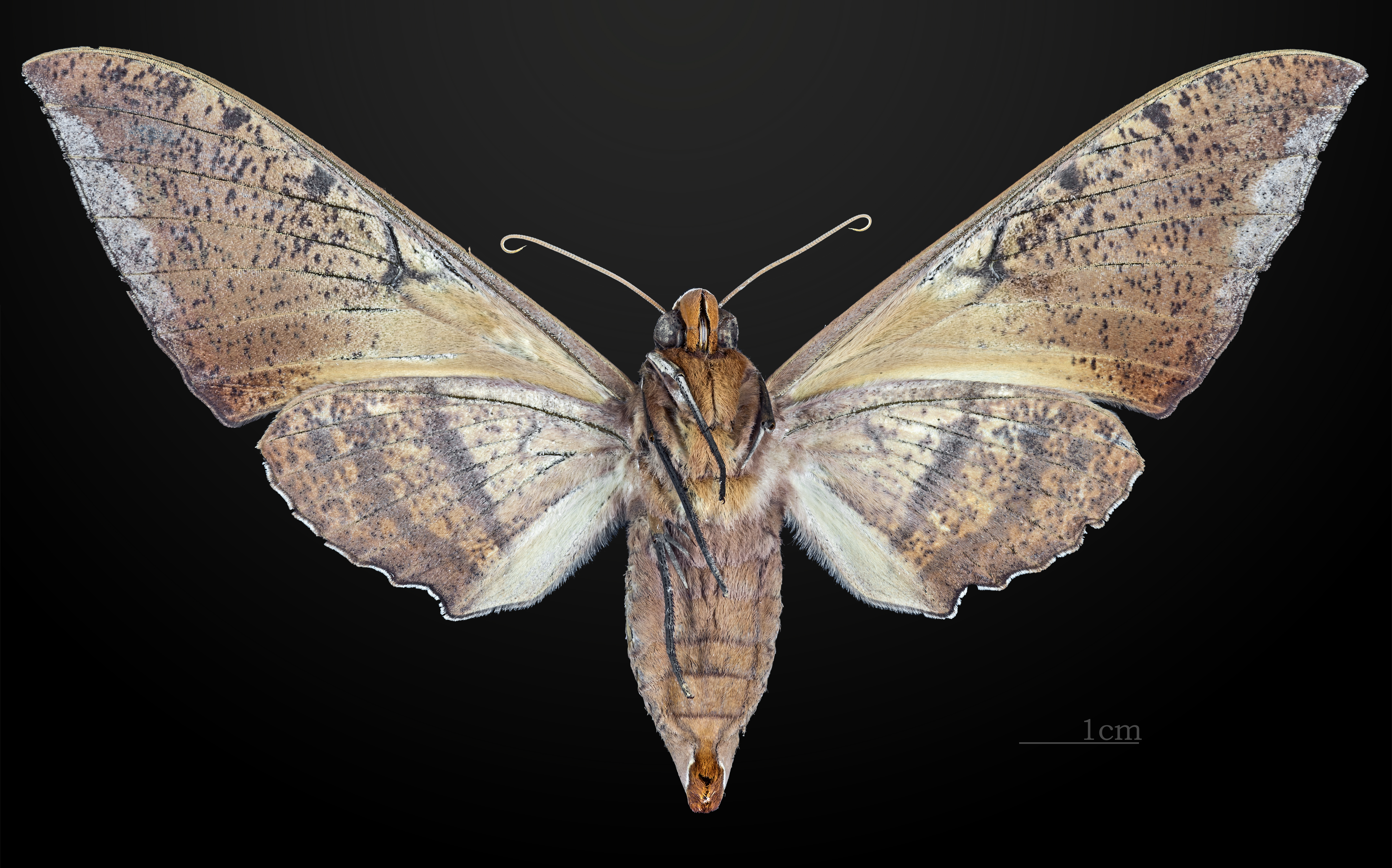
Revers de la femelle MHNT

## Distribution
Reconnu essentiellement aux Philippines.

## Systématique
- L'espèce Ambulyx staudingeri a été décrite par l'entomologiste britannique John Obadiah Westwood en 1847.